# Радосав Јанићијевић
Радосав Јанићијевић (Вучитрн, 1. мај 1954 — 29. септембар 2023) био је српски књижевник и новинар.

## Биографија
Рођен је у Вучитрну 1. маја 1954. године. Основну школу завршио је у Старом Тргу. Учитељску школу у Приштини. Дипломирао је на Филозофском факултету у Приштини 1986. године, група за српски језик и књижевност. Главни и одговорни уредник листа Јединство од јануара 2004. године. У том листу је био новинар сарадник и заменик главног и одговорног уредника. Објавио је више радова из области народне књижевности, превасходно лирике. Награђен је медаљом за врлине и више пута за ангажовање у листу Јединство. Аутор је грба општине Звечан.
Ожењен је супрогром Слађаном и имају три сина: Вука, Ива и Вида.